# 联合国马里多层面综合稳定特派团
联合国马里多层面综合稳定团（MINUSMA），简称马里稳定团，是联合国在马里的维和特派团，于2013年4月25日根据联合国安理会第2100号决议成立，以在2012年图阿雷格叛乱后稳定该国。该特派团自2013年7月联合国安理会授权部署以来，已有275名维和人员牺牲，被认为执行着联合国最危险的维和任务。

## 历史
2012年，图阿雷格人和马里北部阿扎瓦德地区的其他民族在北部发起了一场叛乱，打着民族解放阿扎瓦德运动的旗号。马里军队最初取得了一些成功，并抱怨其装备不足，无法打击2011年利比亚内战以及其他来源涌入的带着重型武器的叛乱分子。此后，马里军队于2012年3月21日发动了军事政变。
政变后，叛军进一步攻占北部三大城市：加奥、廷巴克图和基达尔。在西非国家经济共同体（西非经共体）对该国实施经济制裁和封锁后，总统布莱斯·孔波雷在西非经共体的主持下在布基纳法索签署了一项协议，阿马杜·萨诺戈将权力让给迪翁孔达·特拉奥雷，以临时身份担任总统，直至举行选举。
自2013年7月起，总计12,600名联合国维和部队成员中，有6,000人正式从法国和西非经共体的马里国际支持团（AFISMA）手中接管马里北部的巡逻任务，该组织为世界上第三大联合国维和部队，有望在2013年马里总统选举中发挥作用。
2022年7月，马里当局单方面做出决定，暂时禁止联合国马里多层面综合稳定团进行军警人员轮换，其中包括已经宣布和计划内的轮换。
2023年6月30日，联合国安理会于通过决议，决定终止联合国马里稳定团的任务。

## 财政预算
筹资方法：特别帐户摊款
核定预算：2021年7月至2022年6月：12.62亿美元（A/RES/75/302）
目前马里为联合国开支最高的维和任务区。

## 组织构架

### 联马团总部
设在马里首都巴马科。马里稳定团的军事情报由总部的 U2 情报处进行评估。 

### 联马团维和部队
军人包括军事参谋、军事观察员和出兵国分队组成，截止2022年员额超过15000人；总司令通常由中将级别军官担任。马里稳定团在2015~2016年由丹麦少将迈克尔·洛勒斯加德担任总司令，2016~2018年由比利时少将让-保罗·德科宁克继任总司令，2018年10月至2021年11月由瑞典中将丹尼斯·吉伦斯波尔继任总司令，目前由荷兰中将基斯·马蒂森（Kees Matthijssen）担任总司令。

## 力量组成
截至2021年9月30日，马里稳定团向任务区派出军警的国家及数量统计如下：
- - 1466人
- - 1399人
- 塞内加尔 - 1340人
- 多哥 - 1232人
- 埃及 - 1225人
- 布吉納法索 - 1105人
- 尼日尔 - 902人
- - 827人
- 几内亚 - 678人
- 德国 - 435人
- 中國 - 426人
- - 420人
- 约旦 - 345人
- 柬埔寨 - 289人
- 英国 - 256人
- 斯里蘭卡 - 242人
- 奈及利亞 - 224人
- 巴基斯坦 - 217人
- 尼泊尔 - 202人
- 瑞典 - 190人
- 薩爾瓦多 - 176人
- 利比里亚 - 162人
- - 158人
- 突尼西亞 - 103人
- 葡萄牙 - 69人
- 比利时 - 53人
- 立陶宛 - 49人
- 法國 - 34人
- 加拿大 - 18人
- - 18人
- 挪威 - 17人
- 瑞士 - 13人
- 愛爾蘭 - 12人
- 乌克兰 - 12人
- - 11人
- 喀麦隆 - 19人
- - 10人
- 印度尼西亞 - 9人
- 荷蘭 - 9人
- 芬兰 - 8人
- 美国 - 8人
- 毛里塔尼亚 - 7人
- 土耳其 - 7人
- 不丹 - 5人
- 義大利 - 5人
- 羅馬尼亞 - 5人
- 捷克 - 4人
- 墨西哥 - 4人
- 西班牙 - 3人
- 尚比亞 - 3人
- 奥地利 - 2人
- - 2人
- 丹麦 - 2人
- 爱沙尼亚 - 2人
- - 2人
- 伊朗 - 2人
- 盧森堡 - 2人
- 亞美尼亞 - 1人
- - 1人
- - 1人
- - 1人
- 衣索比亞 - 1人
- 加彭 - 1人
- 拉脫維亞 - 1人
- 越南 - 1人

## 联马团荣誉与褒奖

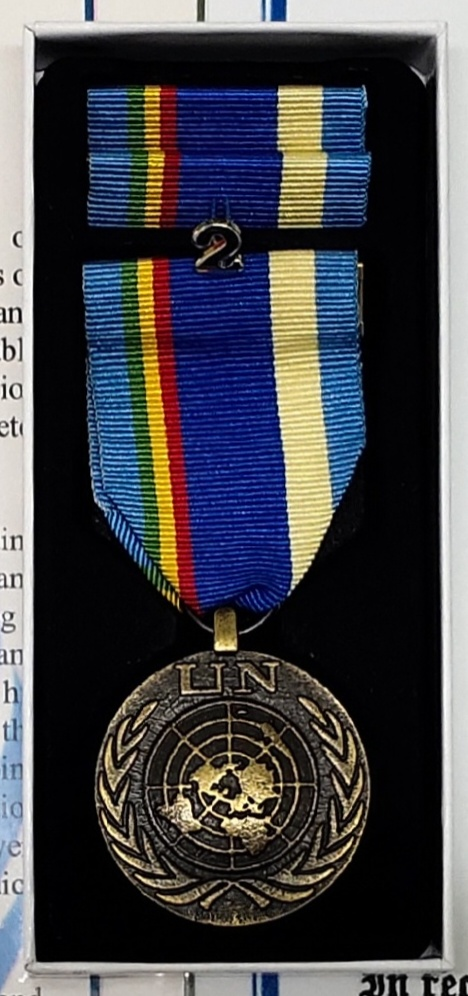
和平荣誉勋章

总司令嘉奖：又名“联马团总司令突出贡献奖”，为联马团最高荣誉，需经提名，评审委员会评估，由联马团总司令（中将）签发，分别授予个人及分队，授予个人时，比例控制在总员额1%以内。
战区司令嘉奖：由战区司令（准将）签发。
和平荣誉勋章：授予所有在联马团服役超过3个月的军事人员，包括参谋、观察员及分队官兵。